# فيضة ساحوق
مركز فيضة ساحوق  غرب منطقة القصيم ويبعد عن مركز البديعة 6 كم .

## التاريخ
فيضة ساحوق ويقع بالقرب منها وادي ساحوق وسميت بفيضة ساحوق وهي أرض مرعى لقطعان الإبل والأغنام وهي من ديار بني عمرو ونزل بها العفشة من بني عمرو واستقرو بها

## السكان
يبلغ عدد سكان فيضة ساحوق 1.000 نسمة وسكانها هم العفشة من الحوامضة بني عمرو من حرب

## الموقع الجغرافي
تقع غرب منطقة القصيم وتبعد عن مدينة بريدة 247 كم . وعن محافظة الرس  200 كم .وعن محافظة عقلة الصقور 82 كم .

## المناخ
المناخ قاري صحراوي، حار جاف صيفًا بارد مُمطر شتاء وتبلغ درجة الحرارة صيفًا 45°م، وفي الشتاء تصل 3-  مادون الصفر ومتوسط سقوط المطر